# 努里·特克尔
努里·特克尔（1970年—），生于中国喀什，维吾尔裔美国人，律师、公务员、人权活动家。1995年大学毕业后移民美国，担任维吾尔裔美国人协会主席、维吾尔族人权研究与纪录组织维吾尔人权计划董事会主席。特克尔曾在《华尔街日报》、《独立报》、《外交政策》等期刊上发表评论，并亮相有线电视新闻网、英国广播公司、福斯新闻频道、半岛电视台、澳大利亚广播公司、天空新闻台、法兰西24和土耳其广播电视公司国际频道等主要媒体。特克尔是首位在美国受教育的维吾尔律师，第一位获美国政治任命的维吾尔美国人。

## 早年
时值文化大革命，努里·特克尔在喀什市的一家拘留所出生。祖父曾和维吾尔族民族主义者有联络，母亲在怀胎六月时被拘留。特克尔出生前四个月与母亲一起在拘留所生活。父亲是一名教授，母亲是一位成功的商人。他在家乡上小学和中学。1991年，他入读陕西西北农林科技大学。1995年，特克尔获学士学位后前往美国深造，从此再也没有回过中国。他获美利坚大学国际关系文学硕士和法学博士学位。

## 生涯

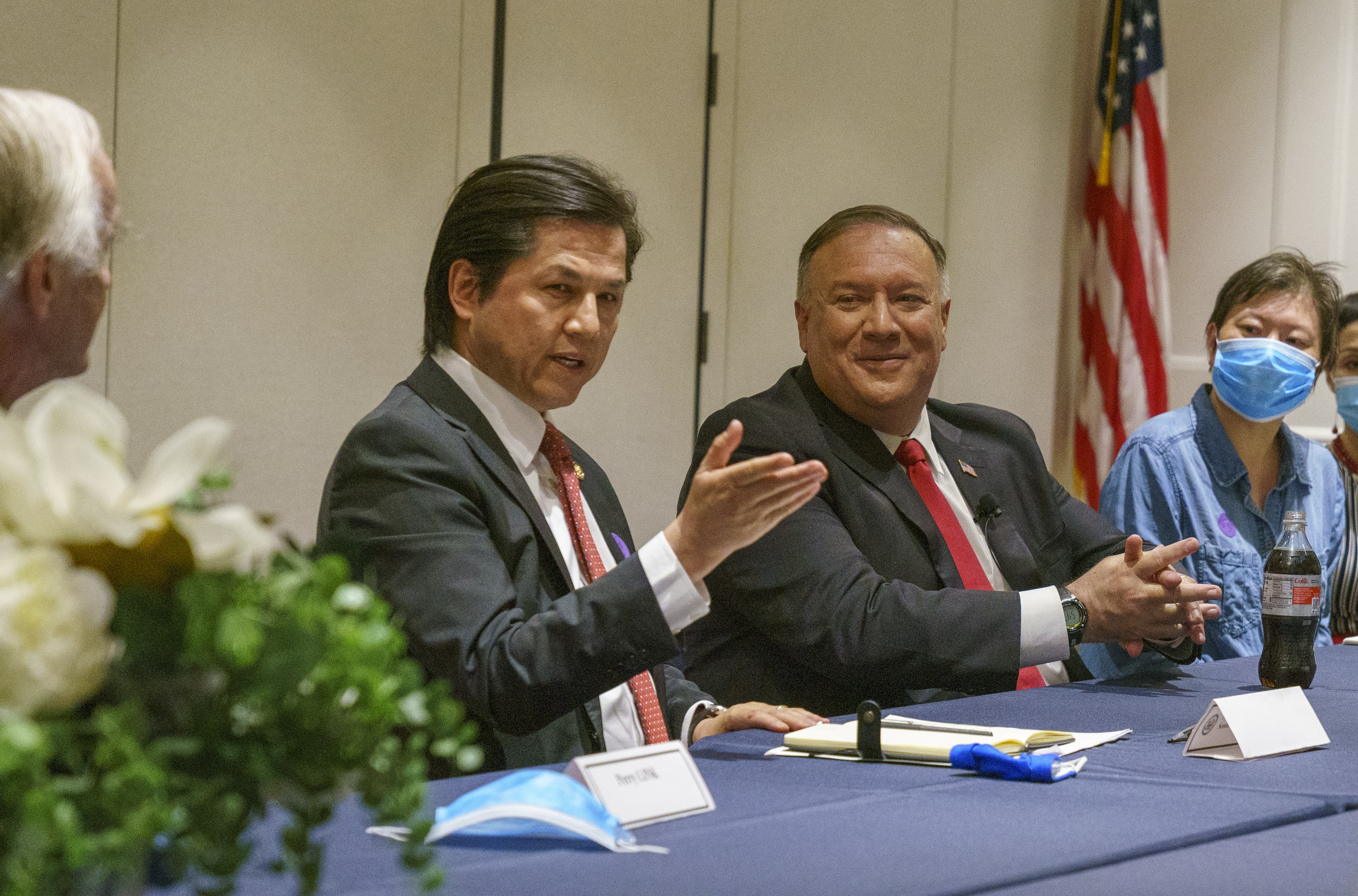
美国国务卿邁克·蓬佩奧会见特克尔与一众中国异见者（2020年7月）。

2003年3月10日，特克尔就九一一袭击事件后新疆人权状况不断恶化，在美國國會及行政當局中國委員會进行说明。
2003年，特克尔成立维吾尔人权计划（Uyghur Human Rights Project），担任该组织委员会主席。
2004年至2006年，特克尔担任维吾尔裔美国人协会主席。他组织了要求释放热比娅·卡德尔的政治运动。
2009年5月，特克尔为17位自2002年起关塔那摩监狱关押的维吾尔人打官司。他表示，
|  | 维吾尔族就是你们之前从没听过的西藏人。维吾尔族是中国新疆维吾尔族自治区的突厥人，作为少数民族，他们一直以来遭受歧视和压迫。美国国会及国务院多次承认这个事实，同时认为中国一直以美国反恐战争为借口采取压迫独立宗教领袖及和平异见者的阴险策略。维吾尔人争取自治的斗争就是反抗独裁及共产主义的斗争，并不是通过暴力手段建立伊斯兰教法......维吾尔人不会威胁美国社会。就拿五位2006年从关塔那摩监狱释放的维吾尔同胞来说，他们已经在欧洲和平、有建设地生活了三年。 |

2009年7月，乌鲁木齐七五事件发生后，他谴责中国当局残酷镇压乌鲁木齐的维吾尔人：“维吾尔人简直失去了一切，乃至他们的母语、他们一直以来骄傲地遵循的文化遗产。经济压力、社会压力、政治压力使得维吾尔人一直以来被共产党政权窒息”。
2012年4月，特克尔称赞土耳其总统雷杰普·塔伊普·埃尔多安在访问中国前夕罕见为维吾尔人发声。然而，2020年7月，特克尔批评土耳其将维吾尔难民驱逐至将他们驱逐回中国的国家。
2017年初，特克尔表示考虑重回家乡喀什，但被美国当局建议不要前往。
2018年8月10日，联合国表示可靠报道显示，中国正在秘密营地中扣押100万名维吾尔人。2018年8月22日，英国广播公司就新疆再教育营问题采访特克尔。他告诉BBC，100多万维吾尔人被关押在他家乡的所谓拘留营的消息属实：
|  | 我担心发生大屠杀，因为我们什么都不知道，除了只有少数几个人设法逃离了营地。人们无法逃跑。这几百万人去了哪里？他们被控以什么罪名？这简直是毫无权利可言的地带，如同联合国官员所指的那样。你不能见律师，你不能走司法程序，不能见家人，不能有妥当的医疗救治——这就不难解释为什么人们离开营地时已经变成一具尸体。所以我很担心。另外，我最担心的一个问题是：中国政府一直在建造火葬场，他们在雇人去建造这些设施。为什么他们突然间在这些地方盖这些楼？ |

特克尔成功为世界维吾尔代表大会主席多里坤·艾沙提供法律援助，恢复其前往美国的签证，将他的名字从国际刑警红色通缉令名单中除名。
2020年5月，特克尔被美國眾議院議長南希·佩洛西任命为美国国际宗教自由委员会委员。佩洛西表示，“我相信他会继续为维吾尔人及全世界的正义发声”。同年夏季，特克尔感谢特朗普总统签署《維吾爾人權政策法案》，表示“这对美国和维吾尔人来说是伟大的一天”。
2020年7月，特克尔支持美国商务部宣布制裁11家涉嫌在新疆侵犯人权的中国公司，他表示该决定“有助于确保美国创新及产业的果实不会无意间助长了残酷违反劳工及宗教自由的行为”。至于新疆生产建设兵团受制裁，特克尔表示维吾尔人权活动家多年来一直呼吁的制裁该机构的声音迈出了重要一步
2020年8月，特克尔在采访中提到集中营问题：
|  | 这是世界最严重的人道主义危机。国务院正确地表示，这是自犹太人大屠杀以来规模最大的监禁。 |

2020年中旬，特克尔敦促国会通过《维吾尔强迫劳动预防法》（Uyghur Forced Labor Prevention Act），促请美國海關及邊境保衛局假定维吾尔地区生产的任何商品都是强迫劳动的产物。
2021年12月21日，特克尔与美国宗教自由委员会主席纳丁·马恩扎、委员阿努里玛·巴尔加瓦及委员詹姆斯·W·卡尔被中华人民共和国政府制裁，以回应美国政府于同年12月10日以新疆问题制裁前新疆维吾尔自治区人民政府主席雪克来提·扎克尔及时任主席艾尔肯·吐尼亚孜。

## 个人生活
努里·特克尔是穆斯林，妻子是一位土耳其裔美籍室内设计师，育有一子。
特克尔精通多种语言，包括母语维吾尔语、英语、土耳其语和汉语普通话。